# Synne
Synne ou The Synne, né Kristof Synnesael le 5 août 1975 à Eeklo (province de Flandre-Orientale), est un dessinateur de presse, illustrateur et auteur de bande dessinée humoristique belge néerlandophone.

## Biographie
Kristof Synnesael naît le 5 août 1975 à Eeklo,. Enfant des années 1980, cinéphile et geek, il est amoureux depuis toujours d’humour de bon goût ; c’est un fan absolu de Fluide glacial. Le dessin et l’humour sont présents dans sa vie depuis son plus jeune âge. Après des études d’arts plastiques et de graphisme, il se lance à vingt ans dans le graphisme et la publicité. Durant 4 ans, il publie seul ses gags de la série Druppel [« Goutte »] dans le périodique hebdomadaire néerlandophone belge Suske en Wiske weekblad (nl), un magazine axé sur les personnages de Bob et Bobette publié par Standaard Uitgeverij de 1998 à 2001,, avant de travailler plusieurs années en tant qu’illustrateur humoristique pour les suppléments du quotidien belge Le Soir : Le Soir Junior et Swarado. Il se détourne ensuite brièvement de la bande dessinée pour se consacrer au graphisme et à la publicité. En 2018, tout en poursuivant son activité professionnelle dans la publicité, il devient co-scénariste pour une série jeunesse, puis décide de lancer sa propre série : Burocratie, qui sera publiée aux éditions Bande à part en 2020. 
Il réalise seul À part ça, tout va bien !, un recueil de 22 gags immoraux emprunts d'humour noir publié aux éditions genevoises Paquet en 2023. Il commence une collaboration avec le dessinateur Fred Rémuzat et lance la série humoristique Allez tous vous faire sonder qui connaît une prépublication dans Fluide glacial à partir du no 573 de mars 2024. L'album éponyme sort chez Audie en novembre de la même année. Dans cette série, il aborde les résultats des sondages d'opinion au second degré. Selon le journaliste Jean-Laurent Truc du site ligneclaire.info : « À lire absolument et on n’est pas déçu au fil des chiffres exploités avec une bonne dose de non sense à l’anglaise. »
En avril 2024, il scénarise le second tome de Rat Lab intitulé : Rattus Laboratorius dessiné par Val pour les Éditions Pickles. La série porte sur les rats de laboratoire. En collaboration avec Lapuss, il sort une parodie de Batman avec Bat Mad, dessinée par Liroy, publiée aux Éditions Jungle en octobre de la même année.
Parmi ses influences, il cite notamment Franquin, Gotlib, Janry ou encore Frank Pé.

## Publications

### Albums de bande dessinée

#### One shots
- Burocratie[11], Bande à part, Ransart, 9 octobre 2020
Scénario, dessin et couleurs : The Synne -  (ISBN 978-2-930746-25-8)
- À part ça, tout va bien[5] !, Éditions Paquet, Genève, 4 octobre 2023
Scénario, dessin et couleurs : The Synne -  (ISBN 978-2-88932-401-9)
- Allez tous vous faire sonder[7],[12],[13],[14] !, Audie, coll. « Fluide glacial », Paris, 13 novembre 2024
Scénario : Synne - Dessin : Frédéric Remuzat - Couleurs : Drac, Reiko Takaku -  (ISBN 978-2-88932-401-9)

#### Rat Lab
- 2. Rattus Laboratorius, Éditions Pickles, Pont de Montvert - Sud Mont Lozère, 25 avril 2024
Scénario : The Synne - Dessin : Val -  (ISBN 9782958786090)

#### Bat Mad
- 1. Krotham Knight[9],[15],[16], Éditions Jungle, Paris, 24 octobre 2024
Scénario : Lapuss, Synne - Dessin et couleurs : Liroy -  (ISBN 978-2-8222-4466-4)

#### En revues et journaux
| Titre                                                                            | Numéro | Date         | Nombre de planches |
| -------------------------------------------------------------------------------- | ------ | ------------ | ------------------ |
| 80% des Français ne font pas confiance au gouvernement                           | no 573 | mars 2024    | 2                  |
| 35% des Français disent croire aux théories du complot                           | no 574 | avril 2024   | 2                  |
| 40% des professeurs disent se faire insulter dans les établissements publics     | no 575 | mai 2024     | 2                  |
| 54% des personnes ont peur des requins                                           | no 576 | juin 2024    | 2                  |
| 51% des Français ne croient pas en Dieu                                          | no 577 | juillet 2024 | 2                  |
| 34% des seniors français ont déjà utilisé un sex-toy                             | no 578 | août 2024    | 2                  |
| 40% des professeurs disent se faire insulter dans les établissements publics     |        | 2024         | 2                  |
| 77% des jeunes déclarent avoir subi des violences à l'école                      | no 579 | 2024         | 2                  |
| 60% des Français croient aux prévisions des voyants                              | no 580 | octobre 2024 | 2                  |
| 87% des Français sont contre la détention d'animaux sauvages                     | no 581 | 2024         | 3                  |
| 70% des jeunes préfèrent travailler dans une entreprise éco-responsable          | no 582 | 2024         | 2                  |
| 80% des Français sont favorables à l'interdiction de la vente d'animaux en ligne | no 583 | janvier 2025 | 1                  |

Liste partielle des publications en néerlandais
- Suske en Wiske weekblad[4] no 53, 1998
- Suske en Wiske weekblad no 1, 1999
- Suske en Wiske weekblad no 5, 2000

#### Interviews
- The Synne (interviewé par Alexis Seny), « TheSynne dans l’enfer tragi-comique de la Burocratie de la société « Paperass & son » : « Toute ressemblance avec des personnes existant n’est pas que pure coïncidence » », Branchés Culture,‎ 26 novembre 2020 (lire en ligne, consulté le 8 août 2025).